# Liste der Monuments historiques in Le Tremblay-sur-Mauldre
Die Liste der Monuments historiques in Le Tremblay-sur-Mauldre führt die Monuments historiques in der französischen Gemeinde Le Tremblay-sur-Mauldre auf.

## Liste der Bauwerke
| Bezeichnung              | Beschreibung                                     | Standort | Kennzeichnung | Schutzstatus   | Datum     | Bild           |
| ------------------------ | ------------------------------------------------ | -------- | ------------- | -------------- | --------- | -------------- |
| Château de Pontchartrain | Schloss, erbaut ab dem 17. Jahrhundert           | (Lage)   | PA00087658    | Classé         | 1979      | weitere Bilder |
| Schloss                  | Erbaut in der ersten Hälfte des 17. Jahrhunderts | (Lage)   | PA00087657    | Classé Inscrit | 1979 1991 | weitere Bilder |

## Liste der Objekte
- Monuments historiques (Objekte) in Le Tremblay-sur-Mauldre in der Base Palissy des französischen Kultusministeriums